# Fielding L. Wright

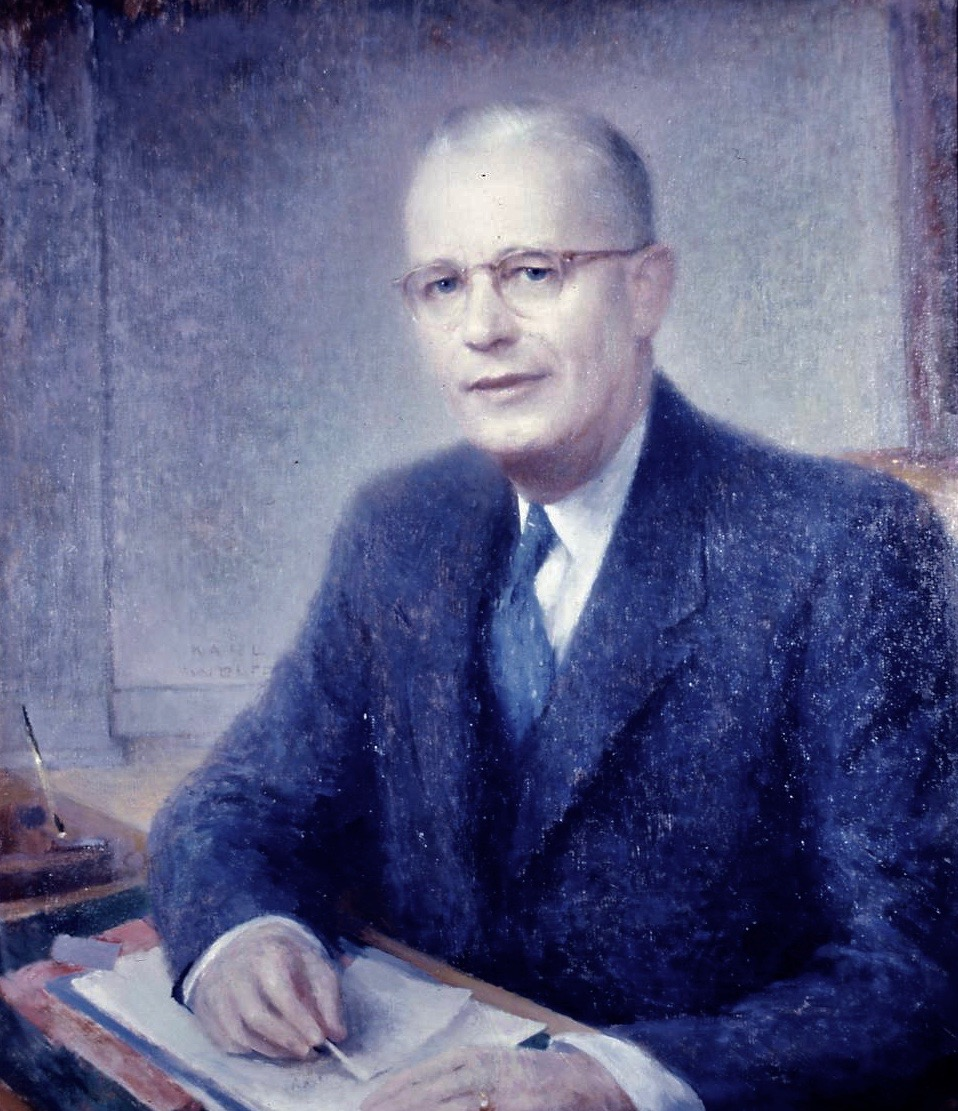
Fielding L. Wright

Fielding Lewis Wright (* 16. Mai 1895 in Rolling Fork, Mississippi; † 4. Mai 1956 in Jackson, Mississippi) war ein US-amerikanischer Politiker und von 1946 bis 1952 Gouverneur des Bundesstaates Mississippi.

## Frühe Jahre und politischer Aufstieg
Nach der Grundschule studierte Fielding Wright an der University of Alabama Jura. Nach seiner im Jahr 1916 erfolgten Zulassung als Rechtsanwalt begann er in Rolling Fork zusammen mit seinem Onkel als Anwalt zu arbeiten. Während des Ersten Weltkriegs war er Soldat der US-Armee. Nach dem Krieg schloss er sich der Demokratischen Partei an. Zwischen 1928 und 1931 gehörte Wright dem Senat von Mississippi an, von 1932 bis 1940 war er Abgeordneter im Repräsentantenhaus des Staates und zeitweise Speaker des Hauses. Dort setzte er sich für den Ausbau der Straßen und die industrielle Weiterentwicklung des Staates ein. Im Jahr 1943 wurde er zum Vizegouverneur seines Staates gewählt.

## Gouverneur von Mississippi
Nach dem Tod von Gouverneur Thomas L. Bailey musste Fielding Wright dessen Amt am 2. November 1946 übernehmen. Nachdem er im November 1947 selbst für vier Jahre zum Gouverneur gewählt worden war, konnte er dieses Amt bis zum 22. Januar 1952 ausüben. In dieser Zeit wurden die Vorwahlgesetze des Staates reformiert und die Mississippi Valley State University gegründet. Bei Ausbruch des Koreakriegs wurde die Nationalgarde in Alarmbereitschaft versetzt. Im Schulbereich wurden die Gehälter der Lehrer angehoben und die Industrialisierung des Staates wurde vorangetrieben.
Damals gab es auch Rassenunruhen in Mississippi, die aber mit der Zeit weniger wurden. Gouverneur Wright selbst war ein entschiedener Gegner der Bürgerrechtsbewegung und Anhänger der Rassentrennung. Daher schloss er sich dem konservativen rassistischen Strom Thurmond aus South Carolina an und kandidierte an dessen Seite 1948 erfolglos für das Amt des US-Vizepräsidenten. Immerhin kam das Duo auf über 1,1 Millionen Wählerstimmen bundesweit und sie gewannen 39 Wahlmännerstimmen der Staaten Mississippi, Alabama, Louisiana und South Carolina. In diesen Staaten konnten Thurmond und Wright als offizielle Kandidaten der Demokraten auftreten. In allen anderen Staaten mussten sie für eine dritte Partei, die sogenannten Dixiecrats, kandidieren.  Die Wahlen selbst wurden von Präsident Harry S. Truman, dem bundesweit offiziellen Kandidaten der Demokraten, gewonnen.

## Weiterer Lebenslauf
Nach dem Ende seiner Gouverneurszeit zog sich Fielding Wright aus der Politik zurück und arbeitete als Rechtsanwalt. Im Jahr 1955 bewarb er sich erfolglos um eine neuerliche Nominierung seiner Partei für den Gouverneursposten. Fielding Wright starb im Mai 1956. Mit seiner Frau Nan Kelley hatte er zwei Kinder.